# Balázs Ekker

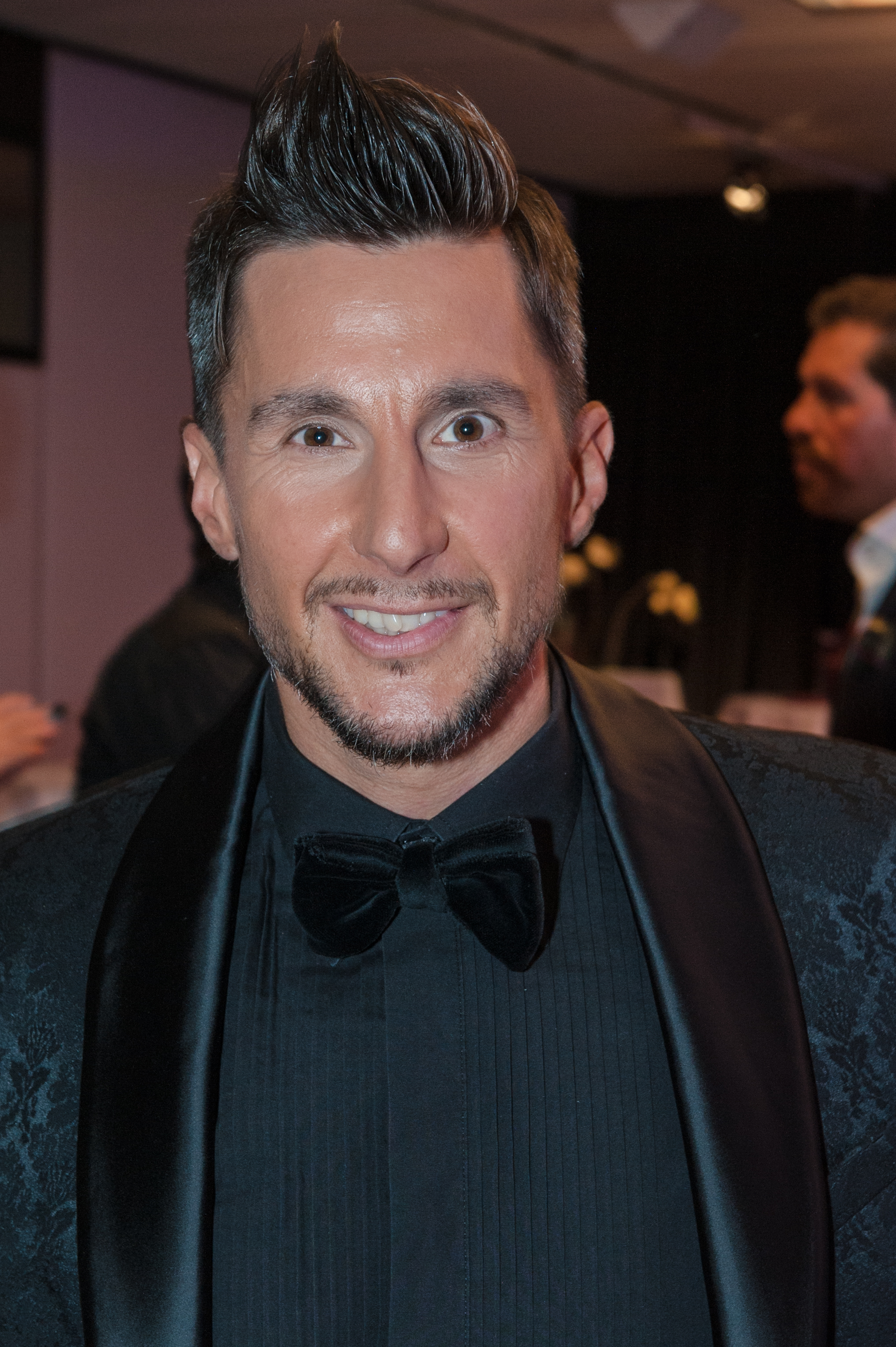
Balázs Ekker 2016

Balázs Ekker (* 20. März 1977 in Győr) ist ein ungarischer Profitänzer. Bekannt wurde Ekker vor allem in Österreich, in der ORF-Tanzshow Dancing Stars. Von 2005 bis 2011 war er Profitänzer, seit 2012 ist er Teil der internationalen Fachjury.

## Leben
Mit seiner Tanzpartnerin Julia Polai erreichte er im Jahr 2001 bei den WDC German Open in Mannheim den 4. Platz im Professional South-American Showdance. Ebenfalls mit Julia Polai nahm er 2001 am WDDSC European Professional Latin Champ 2001 teil. Dort erreichte er das Viertelfinale und belegte den 15. Platz.
Ekker tanzte 2005 in der ersten Dancing-Stars-Staffel des ORF mit Arabella Kiesbauer. In der zweiten Staffel erreichte er mit Nicole Beutler das Finale und trat in der dritten Staffel gemeinsam mit Nina Proll an. In der vierten Staffel war er Tanzpartner von Jeannine Schiller, und in der fünften Staffel tanzte er mit dem deutschen Model Gitta Saxx. In der sechsten Staffel 2011 tanzte er mit der Seer-Sängerin Astrid Wirtenberger und gewann mit ihr erstmals auch den Titel. Seit der siebenten Staffel sitzt Ekker in der Jury und tanzt nicht mit.
Am 27. April 2007 (in der vorletzten Sendung der dritten Staffel) machte Balázs Ekker am Ende der Folge Alice Guschelbauer einen Heiratsantrag. Am 5. Mai 2007 heirateten sie im Dancing-Stars-Studio live vor der Kamera.
Seit 2003 führt er gemeinsam mit seiner Tanzpartnerin und Ehefrau Alice ein Tanzstudio in Győr/Ungarn. Seit 2016 besitzt Ekker eine weitere Tanzschule in Wiener Neustadt.
2009 spielte er in einer Folge von Schnell ermittelt einen Tanzlehrer.